# 中瀬智哉
中瀬 智哉（なかせ ともや、Tomoya Nakase、Томоя Накасе、2006年1月23日 - ）は、日本のクラシック音楽のピアニスト。富山県下新川郡入善町出身。
ヒラサ・オフィス所属。
第73回全日本学生音楽コンクール全国大会ピアノ部門中学生の部で第1位受賞。ショパン国際ピアノコンクール in ASIAアジア大会で3年連続含む4回の金賞受賞。第7回ミラノ国際ジュニアピアノコンクールで1位ASSOLUTO最高位受賞。第3回トカチェフスキ国際ピアノコンクール2部門で大賞（Grand Prix）および1位受賞。国内外有名コンクールで数々の実績を有する。読売日本交響楽団等の国内オーケストラ、山田和樹らの指揮者と共演を重ねている。

## 来歴

### 2010年
本人の希望からピアノ教師である母親の指導のもと4歳の誕生日からピアノを始める。

### 2011年
幼稚園年長組の頃よりコンクールへの挑戦を開始。

### 2012年
当時12歳で最年少デビューした牛田智大の演奏に感動し、牛田の指導者のレッスンを受けたいとの強い希望から、昭和音楽大学大学院教授金子勝子（当時）の門下生となる。

### 2015年
金子勝子門下生による50周年記念コンサート「音の調べ」に出演（公式演奏動画。

### 2016年
鈴木弘尚名古屋音楽大学客員准教授に師事。

### 2017年
6月、初の国外コンクールである第7回ミラノ国際ジュニアピアノコンクールにチャレンジし、Dカテゴリー(11から12歳)でただ一人100点満点中98点という高得点を記録、1位ASSOLUTO最高位に輝く。コンクール終了後、審査員を務めたPhilippe Raskinのレッスンを受講。

### 2018年
- 1月、ショパン国際ピアノコンクール in ASIAアジア大会 コンチェルトB部門で銀賞を受賞。年齢制限がない部門で小学生がただ一人エントリーし「大きなチャレンジだったけど良い結果が出てうれしい」と述べている[10]。
- 3月、来日したVincenzo Balzani[11]のレッスンを受講[12]。
- 5月、鈴木弘尚・中瀬智哉師弟ジョイントピアノリサイタルを開催し、満員御礼となった[5][13]。
- 6月、ピティナJr.G級のためのマスタークラスにてJan Gottlieb Jiracek von Arnimヤン・ゴットリープ・イラチェク・フォン・アルニム（ドイツ語版）のレッスンを受講[14]。
- 8月、ポーランドブスコズドロイ（ポーランド語版）で行われたトカチェフスキ国際ピアノコンクール[15]において2つのカテゴリーで優勝。大賞（Grand Prix）授与は当コンクール史上初[16][17]。地元紙エコー・ドヌィア（ポーランド語版）のジャーナリストAdam Ligieckiは記事の中で「中瀬智哉はショパンマズルカの演奏に適した“上質な手”を持っている(ポーランド語: Tomoya Nakase ma "dobrą rękę" do mazurków. )」と報じている。また、受賞者コンサートにおいては異例の3回のアンコールにも応えている[18]。会場となったHall of Sanatorium Marconiはサナトリウムに併設されたホールであり、サナトリウム施設の老人が中瀬の演奏を聴き「あなたの演奏で痛みが和らいだ」と言われたことが大きな励み、思い出となったと後のコンサートのトークコーナーで語っている[19]。その後タルヌフにて行われたKristian Tkaczewski[20]、Philippe Raskin、Vovka askhenazy[21]、鈴木弘尚ら講師陣によるマスタークラスを受講[22]。この時審査員を務めたメキシコのミルサーラ・サラザール(Myrthala Salazar)[注釈 1][23]はグランプリの褒賞としてモンテレイ (メキシコ)で行われる「パルナッソスコンサート2018年秋のシーズン」での招待演奏会を帰国後計画。9月25日サンペドロオーディトリアム(Auditorio San Pedro)にて「12歳の日本の天才を評価する」という企画で、他日出演アーティスト含めたフライヤーまで作成されていたが連絡がうまく取れておらず、本人周辺に伝わったのが1か月前であったことなどから残念ながらメキシココンサートデビュー実現には至らなかった[24]。
- 10月、来日したPhilippe Raskinのマスタークラスを受講[25]。
- 12月、浜松で開催されたドリアードピアノアカデミー[26]にてStephan Möller[27]、Claudio Soares[28]、川上昌裕、鈴木弘尚ら講師陣によるマスタークラスを受講し、修了コンサートにて第3位受賞[29]。

### 2019年
- 3月、ポルトガルの女性ピアニストマリア・ジョアン・ピレシュの農場兼芸術センター(Belgais Center for Arts)で行われたピレシュ主催のワークショップに参加し、1週間の指導を受ける[30]。モーツァルトピアノソナタのレッスンにおいてどうしても1拍目を刻んでしまうため、農場の小鳥を実際に触らせ、小鳥を触る時にように大切に弾きなさいというピレシュならではの名指導の一例（動画および説明文[31]）。
- 8月、公益財団法人福田靖子賞基金主催による第9回福田靖子賞選考会において、日本の次代を担う中高校生9名に選抜され[32]、3名（ダグ・アシャツ（英語版）、ブルース・ブルベイカー（英語版）、エヴァ・クピエツ（英語版））の最前線指導陣によるマスタークラスを受講[33]。さらに同最終審査会において第3位を受賞[34][注釈 2][35]。インターネット最大級のピアノ曲の図書館である「ピティナ・ピアノ曲辞典」[36]に音源提供ピアニストとして登録[37]。
- 9月、来日したボリス・ペトルシャンスキーのレッスンを受講[38]。
- 10月、来日したPhilippe Raskinのマスタークラスを受講[39]。
- 12月、福田靖子賞財団奨学生育成事業の一環として来日したロナン・オホラのマスタークラスを受講[40]（マスタークラスの様子公式動画（最初の演者）[41]。黒田亜樹プロデュース ミラノ国際ジュニアコンクール入賞者によるクリスマスコンサート出演[42]。第73回全日本学生音楽コンクール全国大会優勝に関し、審査員を務めた廻由美子（桐朋学園大学ピアノ科教授[43]）は「バラード第１番」の演奏に対してショパンが生み出した美の世界を中瀬自身の品格をもって表現。まさに堂々の1位であったと毎日新聞紙上で講評している。[44]

### 2020年
- 7月、世界のピアニストに関する情報と演奏映像が網羅されたプラットフォーム[45]「Pianists Corner」[46]に日本人ピアニストとして登録[47]。
- 11月、国内外の有名コンクールでめざましい実績を上げ、芸術文化の振興に寄与した功績により、富山県令和2年度教育功労者優良児童生徒（中学生）として富山県教育委員会より表彰を受ける[48]。第73回全日本学生音楽コンクール1位入賞者によるコンサートに出演[49]。

### 2021年
- 株式会社ヒラサ・オフィスに所属しプロとしての演奏活動を開始。
- 3月、第44回ピティナ・ピアノコンペティション入賞者ガラコンサート第1部に出演[50]（公式演奏及びインタビュー動画[51][52]）。
- 3月、入善町立入善中学校を卒業し、慶應義塾高等学校に推薦入試で進学[53]。同校進学に際して「自分で道を切り開いて行くぞという決意が高まっている。いろんな曲に挑戦するのはもちろん、自分の触れたことのない心のパーツに手を伸ばして心を豊かにし、自分の演奏も豊かになることにつながっていけたらなと思っている」とテレビ局のインタビューに答えている[54]。また高校2年生時の心境として「慶應義塾高校では高校生として、1人の人間として、正統と異端の精神を学びたいと思っている」と季刊雑誌ブンカのインタビューに答えている[55]。
- 5月、MarunouchiGWFestival2021丸の内エリアコンサート「ピアノ」3days入賞者シリーズ：十代のピアニストに出演[56]（公式演奏動画[57]）。
- 8月、鈴木弘尚による指導法セミナー、ショパンワルツ14曲第1回に出演[58]。

### 2022年
- 2月、入賞者記念コンサートin 八王子 vol.6にゲストとして出演[注釈 3][59]。
- 3月、第2回福間洸太朗ピアノ協奏曲マスターコース＆修了演奏会受講、ピアノ協奏曲第23番 (モーツァルト)を演奏[60]。
- 3月、福田靖子賞財団奨学生育成事業の一環としてエマニュエル・リモルディマスタークラス受講[61]。
- 5月、金子勝子門下生＆門下出身生による55周年記念コンサート「音の調べ」に出演。この時演奏したスペイン狂詩曲_(リスト)に関し、音楽評論家道下京子は「音楽の構成は揺るぎなくその一つひとつの音は輝きに満ちあふれていた」とムジカノーヴァ（月刊）誌上で講評している[62]。
- 5月、ピティナ2022年コンチェルトステップコンチェルト企画にてピアノ協奏曲第5番 (ベートーヴェン)変ホ長調Op.73「皇帝」第１楽章を演奏[63]（公式演奏動画[64]）。
- 8月、福田靖子賞財団主催による今峰由香ミュンヘン音楽・演劇大学教授のマスタークラスを受講[65]。
- 8月、昭和音大附属アートアカデミー主催2022プロフェッショナル・ミュージック・アカデミーマスタークラス受講[66]。
- 9月、福田靖子賞財団主催によるダグラス・ボストック南西ドイツ室内管弦楽団首席指揮者・芸術監督のピアノ協奏曲に特化したマスタークラスを受講[67]。
- 10月、フルオーケストラでのピアノ協奏曲デビューを果たす[注釈 4]。
- 10月、初のフルのソロリサイタルを開催し成功を収め、プロとしての第1歩を踏み出した[注釈 5]。この時の演奏に関して「鍵盤に向かうと高校生であることを忘れさせるほどりりしく情熱的。数々の国際コンクールで頂点に輝き、世界に認められた実力で観客を引き込んだ。」と北日本新聞社会部記者田辺泉李は紙上で講評している[68]。

### 2023年
- 年頭のTV放送において、2023年は飛躍の年であるとの目標を掲げている[69]。
- 1月、来日したPhilippe Raskinのマスタークラスを受講[注釈 6][70]。
- 1月、福井で読売日本交響楽団と共演したラフマニノフピアノ協奏曲第2番に関して、音楽ジャーナリスト池田卓夫は「16型と大編成の管弦楽に負けない打鍵は立派で、今後の成長が楽しみだ。」と自身のブログでコメントしている[71]。また池田は前日の富山での公演に関し、「中瀬はしなやかなバネを思わせるリズムの切れ、若者らしい繊細な抒情性で「故郷に錦」を飾り、オーバードではスタンディングの祝福を受けた。」と月刊音楽の友誌上で述べている[72]。
- 3月、小曽根真と2台ピアノ共演という形で未経験分野であったジャズの世界へ初挑戦した。
- 9月、自身の公式X(旧twitter)を開設[注釈 7]。
- 10月、入善町合併70周年記念式典にて感謝状授受。

### 2024年
- 3月、慶應義塾大学三田キャンパスにて2023年塾長賞（一貫教育校）受賞。「日本を代表するオーケストラと共演を重ね、ピアニストとして高く評価」[73]
- 3月、慶應義塾高校を卒業。
- 4月、桐朋学園大学に特待生として入学。
- 9月1日、北國新聞赤羽ホールで開かれたリサイタルの出演料全額を能登半島地震義援金として北國新聞社に寄託。（9月2日富山新聞朝刊掲載）

## 人物
- 0歳の時、クラシック音楽番組でピアノ協奏曲が流れるとテーブルにつかまり立ちしてピアノを弾く真似をしたり、ショパンのアルバムを聴くと喜んでいた等乳児期よりその才能の片鱗を覗かせていた[1]。

- 学校での好きな教科は音楽で、ピアノ以外の楽器演奏や歌うことも好き。苦手教科は家庭科の調理である。休み時間は指の怪我に注意しながら、鬼ごっこをしたりバスケをする等の活動的な一面もある[74]。中学校のバレーボールの授業では指を保護する必要性からアンダーハンドサーブおよびレシーブに徹した。また同級生の評判は「何でもできる。どの視点から見ても完璧なんで羨ましい。優しくいつもみんなの中心。」と取材に答えている。また体操着、私服の上着をズボンにインする独自のスタイルを例に上げ、自分はまわりに流されない我が道を行くタイプであることを取材でアピールした[54]。

- 富山県作文コンクール入選作『あきらめないことが成功の道』においては地元の偉人米沢紋三郎[75]を例に上げ、その成功に至るまでの不屈の精神と、どんなにつらいことがあってもピアニストになる夢を諦めないという自身の決意を対比させた秀作を残している[76]。

- 今までの人生で一度も怒ったことがない[77]というおっとりと優しく純粋な性格、落ち着いた表情が特徴。

- 曲の背景や歴史、作曲家の思いやプロフィールを知ることが好きで、必ず勉強してからピアノに向かうという熱心な姿勢、平日でも5時間、休日は10時間[78]、コンクール前は12時間に及ぶレッスン[10]または指導者宅に泊まり込んでレッスンに打ち込むという驚異的な集中力を持つ努力家である。

- 月刊の音楽雑誌を購読し、世界各地のピアニストを紹介した図鑑は何度も読み返す宝物となっており、名前や特徴だけでなく経歴や血筋までも覚え、自他共にマニアックと認めている[79]。

- 生まれ持ったそのチャーミングな容姿は、ミラノ国際ジュニアピアノコンクール出場時ベルギー、フランス、イタリアのコンクール審査員皆が虜になってしまったと現地から報告されている[9]。

- 金子勝子との出会いがピアノを歌い奏でる楽しさを知ったきっかけとなり、その出会いは一生の宝であると述べている[80]。一方金子は「かなりグレードの高い、人の心を打つ演奏ができる才能である。」と取材に答えている[54]。

- 鈴木弘尚は、抜群のセンスを持っていてレッスンでこちらが聴き入ってしまうこともしばしばとその才能について評価しており[81]、ピアノを弾くのが本当に好きで楽しさ喜びが聴き手にも伝わって来るとも述べている[82]。また、ショパンに関しては心のひだに入り込む美しく情感豊かな弾き手であると述べている[83]。

- 楽曲の志向に関しては、規則正しい旋律や力強い音色とは違う切なさや感傷的な部分を表現するショパンの楽曲に特に魅力を感じるという[79]。

- 英会話と水泳（小5で中断して中1で再開）に関しては小学1年生から続けている特技[84]。

- 今一番手に入れたい物がスタインウェイD-274、生まれ変われるならクリスティアン・ツィマーマンであるとの夢を語っている[85]。

- 第44回ピティナ・ピアノコンペティション入賞者ガラコンサートインタビュー。練習の際に心がけていることは？：楽譜を深く読み込むこと。自分のイメージを音にして伝わるようにすること。また一問一答コーナーにおいては自身を次のように語っている。好きな食べ物・料理：母ペペロンチーノ・コロッケ、祖母ミートソース、黒田亜樹（元指導者）カレー。好きな動物：オウム。好きな季節：春。無人島に持っていく音楽・楽譜：ショパンの楽譜。誰かにお勧めしたいものごと：大相撲春場所、本『君たちはどう生きるか』吉野源三郎著[86]。

- 初ソロリサイタル（2022年10月22日）後に放送されたチューリップテレビニュース6特集において、「その天使のようなルックスに丁寧な言葉使い、どこか浮世離れした存在感がファンを虜に」と紹介された[87]。

- 指揮者山田和樹はピアノ協奏曲第2番 (ラフマニノフ)の事前打ち合わせにおいて、ピアニスト藤田真央の弟みたい。目がとても綺麗で気持ちが純粋、すくすくと育たれた男の子だと思いました。とその第一印象について語っている[88]。また山田は、リハーサル毎に大きく進化して行くその伸び代は間違いなく世界に羽ばたく才能を持っている。とにかく多くの経験を積ませてあげてほしいと富山の方々への応援を依頼するという異例の演奏前公開トークを2023年1月21日富山公演で行った[89]。

- 座右の銘は「我以外皆我師」[90]。好きな教科は（高校2年の段階）社会（経済学、世界史）[91]、（高校3年の段階）英語、フランス語、世界史[92]。

- 鶴竜のかっこいい取り組みを中学生の時に見てから大相撲好きになった。現役の推しの力士は朝乃山。そして趣味は大相撲観戦と言い切るほどになった[92]。担任がビートルズに詳しい音楽の先生であり、イエスタデイ (ビートルズの曲)をよく歌っている。他の楽器はできないが歌うことは好きである。大好きなピアニストのDVDをおやつを食べながら聴くのを日々の息抜きとしている。ラーメンが大好き。地元入善町のラーメン祭には毎年のように行って名物の入善ブラウンラーメン食べていた[93]。

- 行ってみたい駅は日本一海に近い所にある青海川駅[94]。

## ディスコグラフィ
| 第16回ショパン国際ピアノコンクール in ASIA 受賞者記念アルバム | 2015年5月20日 | アイエムシーミュージック | IMCM-7039-41 |
| 第17回ショパン国際ピアノコンクール in ASIA 受賞者記念アルバム | 2016年6月30日 | アイエムシーミュージック | IMCM-7042-45 |
| 第18回ショパン国際ピアノコンクール in ASIA 受賞者記念アルバム | 2017年6月30日 | アイエムシーミュージック | IMCM-7046-49 |
| 第20回ショパン国際ピアノコンクール in ASIA 受賞者記念アルバム | 2019年6月28日 | アイエムシーミュージック | IMCM-7056-60 |

## 受賞歴

### 2013年
- 第14回ショパン国際ピアノコンクール in Asia小学1・2年生の部全国大会で奨励賞[95]。
- 第37回ピティナピアノコンペティションA1級（小学2年生以下）本選で優秀賞[80]。
- 第14回大阪国際音楽コンクールAge-E1（小学1～2年）でエスポアール賞[96]。
- 第25回全日本ジュニアクラシック音楽コンクール小学生の部で第2位[97]。

### 2014年
- 第15回ショパン国際ピアノコンクール in Asia小学3・4年生の部アジア大会で努力賞[98]。
- 第6回Miyoshi Netピアノコンクール第7巻部門で第3位[99]。
- 第38回ピティナピアノコンペティションB級（小学4年生以下）全国決勝大会で銅賞[注釈 8][100]（公式演奏動画[101]）。
- 第1回デザインK国際ピアノコンクール小学Ⅰ部門第3位[102]。

### 2015年
- 第16回ショパン国際ピアノコンクール in Asia小学3・4年生の部アジア大会で金賞・ソリスト賞[103]。
- 第39回ピティナピアノコンペティションC級（小学6年生以下）全国決勝大会で金賞[注釈 9][104]（公式演奏動画[105]）。

### 2016年
- 第17回ショパン国際ピアノコンクール in AsiaコンチェルトAB部門（高校生以下）アジア大会で金賞・コンチェルト賞[106]。
- 第40回ピティナピアノコンペティションD級（中学2年生以下）本選で優秀賞・英世会賞[107]

### 2017年
- 第18回ショパン国際ピアノコンクール in Asia小学5・6年生部門アジア大会で金賞・ソリスト賞[108]。
- 第34回富山県青少年音楽コンクールピアノ小学生上学年の部最優秀賞[109]
- 第7回ミラノ国際ジュニアピアノコンクール Dカテゴリー(11から12歳)1位ASSOLUTO最高位[注釈 10][110]。
- 第41回ピティナピアノコンペティションE級（高校1年生以下）全国決勝大会で銅賞・洗足学園前田賞[注釈 11][111]（公式演奏動画[112]）。

### 2018年
- 第19回ショパン国際ピアノコンクール in AsiaコンチェルトB部門(年齢制限無し）アジア大会で銀賞[113]。
- 第3回トカチェフスキ国際ピアノコンクールPiano Talentsカテゴリー（13歳以下）大賞（Grand Prix）、Piano Prodigiesカテゴリー(16歳以下）第１位・Most Promising Talent受賞[114]（公式演奏動画[115][116][117][118]）。
- 第42回ピティナピアノコンペティションJr.G級全国決勝大会でベスト7賞[注釈 12][119]。
- 第10回ドリアードピアノアカデミーにて第3位受賞[注釈 13][120]。

### 2019年
- 第20回ショパン国際ピアノコンクール in Asia中学生部門アジア大会で金賞[注釈 14][注釈 15][121]・ソリスト賞[122]。
- 第43回ピティナピアノコンペティションG級全国決勝大会入選[注釈 16][123]。
- 第9回福田靖子賞選考会最終審査会において第3位受賞[注釈 17][34]（公式演奏動画[124][125][126]）。
- 第1回ラフマニノフ国際ピアノコンクールJAPAN E部門（12歳から14歳）本選で第1位受賞[注釈 18][127]。
- 第73回全日本学生音楽コンクール大阪大会本選ピアノ部門中学校の部で第1位受賞[注釈 19]。及び同全国大会にて第1位受賞[注釈 20][128]、特別賞として井口愛子賞、野村賞、福田靖子賞、かんぽ生命奨励賞、ANA賞受賞[129]。なお全部門1位入賞者コンサートが2020年11月に行われた[注釈 21]。

### 2020年
- 第44回ピティナピアノコンペティションG級全国決勝大会金賞受賞[注釈 22][130]、各社賞として東京都知事賞、ヒノキ賞受賞[131]（公式演奏動画[132]）。なお第44回ピティナ・ピアノコンペティション入賞者ガラコンサートが2021年3月に行われた[注釈 23]。（公式演奏動画[133]）。（公式演奏動画[134]）。
- 1st edition of the Sergio Fiorentino International Online Piano Competition Junior Categoryで特別賞(Honorable mentions)受賞[注釈 24][135]（公式演奏動画[136]）。

## 演奏歴

### 2018年
- 5月、鈴木弘尚・中瀬智哉師弟ピアノリサイタル[注釈 25]（富山市民プラザ アンサンブルホール）

### 2020年
- 10月、松田華音[137]ピアノリサイタルにて共演[注釈 26]（入善コスモホール）[138]。

### 2022年
- 1月、2022 New Year Concert横山幸雄ピアノリサイタルVol.10横山幸雄と若き仲間たちにて共演[注釈 27]（彩の国さいたま芸術劇場音楽ホール）[139]。
- 1月、第18回ショパン国際ピアノ・コンクール 入賞者ガラ・コンサート プレ企画音楽入門特別講座「ショパン・コンクール、その頂に挑む者たち」ゲスト出演[注釈 28]（オーバード・ホール）[140]。
- 5月、奥井紫麻[141]・中瀬智哉ピアノリサイタル[注釈 29]（入善コスモホール）[142]。
- 10月2日、ららら♪クラシックコンサート Vol.14 クラシック界 期待のヴィルトゥオーソ 〜国際コンクールの受賞者たち〜（東京文化会館大ホール）[143]（公式演奏動画（但しバラード第2番_(ショパン)冒頭のみ）[144]）（出演者による座談会形式のアフタートーク公式動画[145]）。この時のバラード2番の演奏に対し、クラシック音楽コーディネーター北山奏子は「冒頭と中間部の絶妙なコントラストの付け方と緻密な構成力には、中瀬の持つ演奏家としてのキャパシティの大きさを感じずにはいられなかった。」とレポートしている[146]。
- 10月10日、オーケストラ・コンチェルタンテ創立記念演奏会にてピアノ協奏曲第23番 (モーツァルト)を演奏（公式ダイジェスト演奏動画[147]）（碧南市芸術文化ホール）。
- 10月21日、第26回ハーモニーブンカさろん at トワイライトWHAT’S オーケストラ？およびビジネスパーソンのためのクラシック音楽アカデミー2022 スペシャルコンサート[注釈 30]（ハーモニーホールふくい小ホール）。
- 10月22日、輝く富山のアーティストシリーズ vol.14 中瀬智哉ピアノリサイタル[注釈 31] （富山県高岡文化ホール大ホール）。
- 12月14日、講演会企画　塾高にもっとアートを！　ピアノコンサート～3人のヴィルトーゾ～[148]（協育ホール）（慶應義塾高校学内クローズドコンサート、秋川風雅[149]、蔵田健太郎と共演）（期間限定公式ダイジェスト演奏動画[注釈 32][150]）。

### 2023年
- 1月15日、都響八王子シリーズ「若き俊英指揮者と新進気鋭のピアニストが魅せる珠玉の名作選」川瀬賢太郎指揮ピアノ協奏曲第2番 (ラフマニノフ)[注釈 33][151]（J:COMホール八王子）。
- 1月21日、読売日本交響楽団富山公演山田和樹指揮ピアノ協奏曲第2番 (ラフマニノフ) [注釈 34][152]（オーバード・ホール）。
- 1月22日、オーケストラキャラバン 読売日本交響楽団 創立60周年記念 福井特別演奏会 ニューイヤーコンサート2023 山田和樹指揮 ピアノ協奏曲第2番 (ラフマニノフ) [注釈 35] [153]（ハーモニーホールふくい大ホール）。
なお上記読売日本交響楽団の2公演は120人態勢の大編成オーケストラによる。
- 3月11日、小曽根真プロジェクト クラシック×ジャズ 中瀬智哉 松井秀太郎ゲスト出演（入善コスモホール）[注釈 36][154]。なお当コンサート前日に中瀬の母校である入善町立入善小学校、入善町立入善中学校校内にて同メンバーによるミニコンサート形式の演奏披露が行われた[155]。
- 5月7日、煌の音コンサート in アルフォーレ vol.01 中瀬智哉ピアノリサイタル（柏崎市文化会館アルフォーレ大ホール）[注釈 37][156]。
- 5月21日、中瀬智哉・ピアノリサイタル（北國新聞赤羽ホール）[注釈 38]。なおベートーベンピアノソナタ第27番やシューマンの「謝肉祭」を華麗に奏で、ショパンバラード1番～4番では変化に富んだ音を広げ、聴衆を引き込んだと翌日の朝刊に報じられた[157]。
- 6月17日、大阪交響楽団第127回名曲コンサート「ロシア音楽の神髄に迫る」ラフマニノフ生誕150年／没後80年キンボー・イシイ指揮ピアノ協奏曲第2番 (ラフマニノフ)。昼夜2部構成のプログラムで両方に出演[注釈 39][158]（ザ・シンフォニーホール）。なおイシイは中瀬の演奏に関して「弱冠17歳にして音の芯を捉えフレーズを綺麗に歌いあげるピアニズム！このラフ2 聴きごたえあり！」とコメントしている[159]。
- 10月7日、大友直人＆新日本フィル"新しい風"名曲コンサート ピアノ協奏曲第2番（ラフマニノフ）（すみだトリフォニーホール）
- 12月1日、塾高にもっとアートを！ ピアノコンサート～3人のヴィルトーゾ２～（協育ホール）（慶應義塾高校学内クローズドコンサート)
- 12月13日、入善町70周年記念演奏会　山下一史指揮 オーケストラ・アンサンブル金沢 管弦楽 ピアノ協奏曲第23番(モーツァルト) (入善コスモホール)

### 2024年
- 2月17日、佐川文庫 サロンコンサート～若手ピアニスト・シリーズ～ 中瀬智哉 ピアノ・リサイタル(佐川文庫)
- 4月14日、中瀬智哉ピアノ・リサイタル (武蔵野市民文化会館 小ホール)
- 6月13日、桐朋学園音楽部門 若きピアニスト達による Yamaha Ginza Salon Concert Vol.20（ヤマハ銀座コンサートサロン）
- 9月1日、中瀬智哉 ピアノ・リサイタル2024（北國新聞赤羽ホール）
- 10月5日、GEKI-FES2024 中瀬智哉ピアノリサイタル&桐朋オーケストラ・アカデミーコンサート（オーバードホール 中ホール）
- 10月6日、中瀬智哉ピアノリサイタル  未来、その先に輝く☆ ～A PIACERE the Final～ （音楽サロン A・PIACERE in豊田）

### 2025年
- 2月9日、西本裕矢&中瀬智哉ピアノコンサート (ガトーフェスタ ハラダ 本社1階 エスポワールホール )
- 2月27日、TWILIGHT CONCERT 141:中瀬智哉(ピアノ)（大手町コンサート）(三井住友銀行東館ライジング・スクエア1階)
- 3月1日、中瀬智哉 ピアノリサイタル (入善コスモホール)
- 3月30日、万里村れい LIVE at JZ Brat 2025 Happy Holidays and a Happy New Year ゲスト出演 (渋谷セルリアンタワーホテル２F JZ Brat)
- 5月3日、ラ・フォル・ジュルネ TOKYO 2025 丸の内エリアコンサート、大山桃暖 ・ほのカルテット と共演 (明治安田ヴィレッジ 1階 アトリウム )
- 5月4日 、ラ・フォル・ジュルネTOKYO 2025、マスタークラス受講、講師レナ・シェレシェフスカヤ 、ベートーヴェン:ピアノソナタ第26番「告別」（東京国際フォーラムB5(1)：トーマス)

## 師事歴
これまでに金子勝子 元昭和音楽大学大学院教授、黒田亜樹、鈴木弘尚 名古屋音楽大学客員准教授、昭和音楽大学および附属アートアカデミー講師、コンクール強化特待クラス専任講師に師事。現在、横山幸雄 名古屋芸術大学特別客員教授、エリザベト音楽大学客員教授、伊藤恵 東京芸術大学音楽学部器楽科教授、桐朋学園大学特任教授、中井恒仁 桐朋学園大学教授、名古屋音楽大学客員教授 に師事。

## 出演歴

### テレビ
- News6 （2017年6月1日、チューリップテレビ）中瀬智哉特集[78]。
- 人ものがたり「プロの舞台へ中学生ピアニストの挑戦」（2018年5月2日、チューリップテレビ）[161]。
- 富山県内ニュース「入善町出身の“天才ピアニスト”　高校進学で新たなステージへ」(2021年4月12日、チューリップテレビ)[54]。
- NHK富山 NEWS「入善町出身　注目の若手ピアニスト中瀬智哉さんが演奏披露」(2022年1月8日、NHK富山放送局)[162]（公式ニュース動画[163]）。
- News6特集 （2022年10月24日、チューリップテレビ）16歳のピアニスト中瀬智哉さん　初のソロリサイタル　富山・高岡市[87]。
- KNB News every.特集「入善町出身の高校生ピアニスト飛躍への思い」インタビューとダイジェスト演奏[注釈 40]（2023年1月5日、北日本放送）（公式ニュース動画[69]）。

### ラジオ
- 第７３回全日本学生音楽コンクール全国大会(2020年1月4日NHK-FM放送)[164]。
- ヨリミチトソラの番組中オーバード・ホールPresentsヨリミチソワレコーナーにインタビューで出演（1週目）（2023年1月10日、富山エフエム放送）[91]。
- ヨリミチトソラの番組中オーバード・ホールPresentsヨリミチソワレコーナーにインタビューで出演（2週目）（2023年1月17日、富山エフエム放送）[165]。
- ヨリミチトソラの番組中オーバード・ホールPresentsヨリミチソワレコーナーにインタビューで出演（3週目）（2023年1月24日、富山エフエム放送）[93]。
- 『バイオRadio!』内「原浩之のリラクゼーションノート」ゲスト出演 (2024年3月2日〜30日、全5回、Kiss FM KOBE)[166]。

### ネット配信
- 山田和樹指揮 読売日本交響楽団（富山公演）15秒CM[167]。
- キンボー・イシイ指揮 大阪交響楽団第127回名曲コンサート「ロシアの神髄に迫る」インターネットCM[168]。
- 新日本フィルハーモニー交響楽団インタビュー動画[92]。
- 入善コスモホール、公演の動画コメント[169]。